# Otto Didrik Schack (1710-1741)
 Der er flere personer med dette navn, se Otto Didrik Schack.
Otto Didrik lensgreve Schack (født 19. marts 1710 i Gram, død 7. oktober 1741 i Ballum) var en dansk godsejer.

## Biografi
Han var søn af greve Hans Schack og hustru Anna Margrethe Reventlow. Ved faderens død i 1719 arvede han faderens position som lensgreve til Grevskabet Schackenborg. 1725 blev han kammerherre, rejste 1729 efter kgl. befaling udenlands med kaptajn Wolfgang Ernst Pauernfeind, blev 1735 assessor i Hofretten og 27. november 1736 hvid ridder. Han døde allerede i 1741, blot 31 år gammel.

## Ægteskab og børn
Schack blev gift den 11. juli 1731 på Seekamp med Anna Ernestine Frederikke Gabel (født 18. november 1714, død 20. marts 1748 på Korsbrødregaard i Ribe), datter af etatsråd Frederik Vilhelm Gabel og Anna Maria Trützschler. I ægteskabet blev der født 6 børn, hvoraf den ældste overlevende søn Hans greve Schack efterfulgte sin far som lensgreve. Frederik Christian greve Schack var en anden søn.